# Devoll
Devoll è un comune albanese situato nella prefettura di Coriza.
Il comune è stato istituito in occasione della riforma amministrativa del 2015, unendo i comuni di Bilisht, Hoçisht, Miras, Progër e Qendër Bilisht.